# フェラーリ・150°イタリア
フェラーリ・150° イタリア (Ferrari Centocinquantesimo Italia) は、スクーデリア・フェラーリが2011年のF1世界選手権参戦用に開発したフォーミュラ1カーである。2011年の開幕戦から最終戦まで実戦投入された。フェラーリの社内コードナンバーは「662」。

## 概要

### 名称の変更

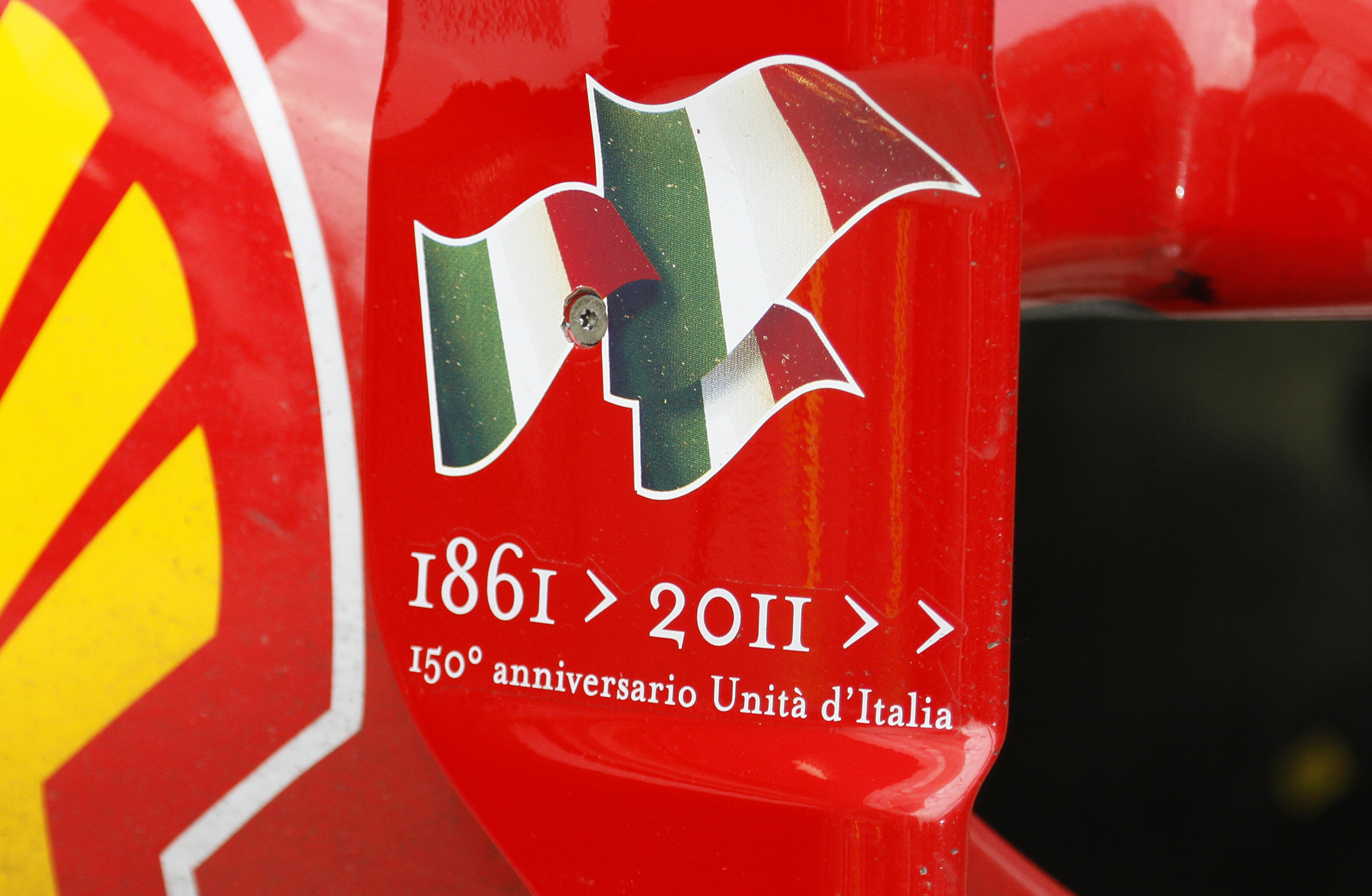
イタリア統一150周年の記念マーク

新車発表は2011年1月28日に行われ、フィオラノサーキットでフェルナンド・アロンソのドライブによりシェイクダウンが行われた。
当初はフェラーリの母国であるイタリアの統一（1861年）から150周年を記念して、「F150」と命名することが発表された。リアウィングの裏面にはイタリア統一運動のシンボルである三色旗（トリコローレ）があしらわれた。
しかし、「F-150」という名称の商標権をもつフォードが、商標権の侵害によってフェラーリを訴えることを表明した。フェラーリはフォードに誠意を表すため
、車名を「F150th Italia」に変更した。フォードとの和解成立後、フェラーリは再び車名を変更し、「F150th Italia」からFを取り外し、thをイタリア語の序数詞記号にあたる'°'に変え、「150°Italia」とした。

### 構造
150°イタリアの開発は2010年1月から開始された。FOTAのリソース制限協定 (Resource Restriction Agreement:RRA) では、開発の外部化により実質的な制限を緩和することができるので、マラネッロの自社風洞のほかにTMGの所有する風洞も併用した。
ノーズは前年モデルのF10よりも高くなり、モノコックはレッドブル風のVノーズから四角断面に戻された。フロントサスペンションのピックアップ位置は高くなり、ステアリングアームはアッパーウィッシュボーンより下に配置された。
2010年シーズンに流行したFダクトやダブルディフューザーが使用できなくなることから、リアエンドは完全に白紙から設計し直している。リアサスペンションは他チームがレッドブル式のプルロッドに追随する中、依然プッシュロッドを継続する。フェラーリはプッシュロッドを前傾させ、サスペンションユニットをギアボックス上の前寄りに配置することで、リアエンドの高さを抑えるよう工夫している。シーズン中盤からリアアッパーウィッシュボーンのアップライトへの接続位置が高くなった。

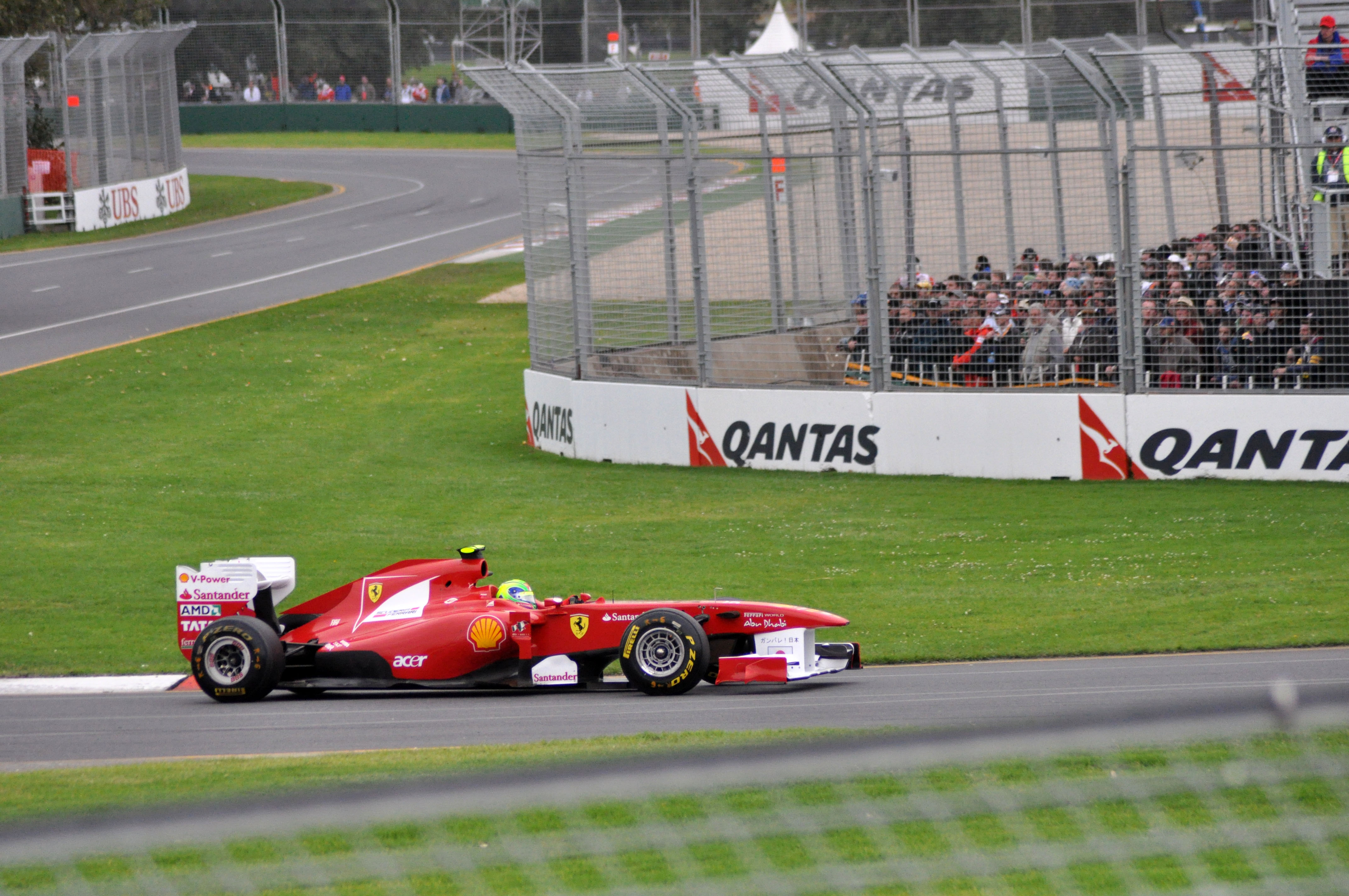
オーストラリアGPにて150°イタリアを駆るフェリペ・マッサのマシンのフロントウィング支持部に書かれた日の丸とメッセージ

排気口の位置はプレシーズンテストの時点ではF10と同じだったが、その後レッドブルに倣い延長管タイプに変更した。また、排気吹きつけ効果を狙い、サイドポッド内部に垂直の分岐したエキゾーストパイプを追加したとみられる。
KERSはマニエッティ・マレリと共同開発を行い、フェラーリエンジンを使用するザウバーやトロ・ロッソにも供給する。
2009年用モデルのF60に搭載されたものよりも小型化、軽量化が進んでおり、燃料タンクの内側に搭載している。
エンジンの開発が凍結されているが、信頼性面での改善やKERS搭載のための改良が施されている。バルブまわりのニューマチックシステムの改良や、KERS用の新しいドッキングシステムやクランクシャフトが導入された。

### ガンバレ!日本
2011年シーズン開幕戦のオーストラリアGPでは、同月に日本で発生した東北地方太平洋沖地震の被災者を応援するために、フロントウイング支持板部分に、フェラーリの日本人社員により急きょ作られた日本国旗と「ガンバレ!日本」というメッセージが記された。
なおこれは、史上初のフェラーリのF1マシンに書かれた日本国旗となった。またこの際に、フェルナンド・アロンソとフェリペ・マッサから被災者とその家族に対して応援のメッセージも送られたほか、後に駐日イタリア大使館と増上寺で開催されたチャリティオークションにおいて、2人のサインの入った150°イタリアのパーツやグッズがオークションにかけられ、落札代金は全て石巻市に送られた。

## 2011年シーズン

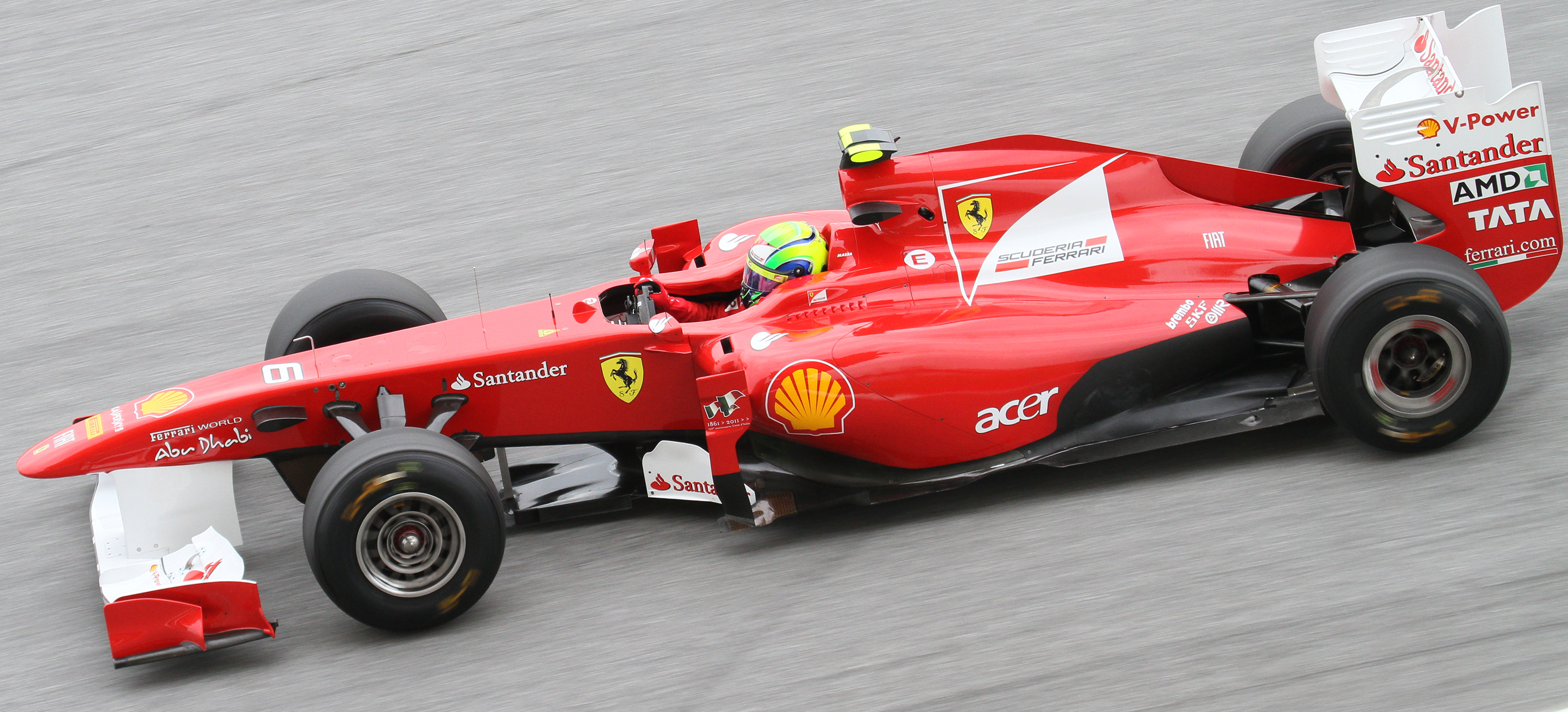
マレーシアGPにて150°イタリアを駆るフェリペ・マッサ

ウィンターテストでは好調で、レッドブルとともにタイトルコンテンダーに挙げられた。しかし、レッドブル12勝、マクラーレン6勝に対して、フェラーリはイギリスGPの1勝に止まり、3年連続無冠に終わった。フェルナンド・アロンソはシンガポールGP後に「現実的にパフォーマンス面で僕たちのマシンは3番手だ」と述べた。
150°イタリアはタイヤに優しく、レース中のロングランのペースは優れていた。反面、タイヤのウォームアップ性能が不十分で、予選アタックや低温・ウェットコンディションといった状況では充分なグリップ力を得られなかった。また、ピレリタイヤのハード側のコンパウンドを機能させることに苦心した。スペインGPではアロンソが中盤までトップを走行しながら、ハードタイヤ交換後にラップタイムが落ち、優勝したレッドブルのセバスチャン・ベッテルに周回遅れにされた。このレース後にはテクニカルディレクターのアルド・コスタが更迭された。
序盤戦の不振の理由として、自社風洞の実験結果に誤差が生じたことと、ブロウンディフューザーの開発に出遅れたことが挙げられる。イギリスGPでアロンソが優勝した際には、オフスロットル・ブローの禁止が有利に働いたという意見もあった。禁止撤廃が検討されると、フェラーリとザウバーは反対の姿勢を示したが、最終的には同意した。
チーフデザイナーのニコラス・トンバジスは過去数年間のデザインが保守的だったことを認め、2012年用マシンにはアグレッシブなアプローチを行うと語った。9月以降は来期の開発にシフトし、終盤戦は来期用パーツの先行テストを行った。インドGPではマッサのマシンに装着した新型フロントウィングが激しく振動して路面と接触し、前年のレッドブルと同様に「フレキシブルウィング疑惑」が話題になった。

## スペック

### シャーシ
- シャーシ名 150° イタリア[5]
- シャーシ構造 カーボンファイバー/ハニカムコンポジット複合構造モノコック
- ブレーキキャリパー ブレンボ
- ブレーキディスク・パッド ブレンボベンチレーテッド式カーボンファイバーディスクブレーキ
- サスペンション 前後プッシュロッドアクティブトーションスプリング
- ホイール BBS13インチ
- タイヤ ピレリ
- ギアボックス フェラーリ製縦置きスリップディファレンシャル制御7速＋リバース1速セミオートマチッククイックシフト
- 重量 冷却水、潤滑油、ドライバーを含めて640kg

### エンジン
- エンジン名 フェラーリTipo056
- 気筒数・角度 V型8気筒・90度
- 排気量 2,398cc
- 最高回転数 18,000rpm（レギュレーションで規定）
- シリンダーブロック アルミニウム製
- バルブ数 32
- ピストンボア 98mm
- 重量 95kg
- 燃料 シェルVパワー
- 潤滑油 シェル Helix Ultra

## 記録
| 年   | No. | ドライバー | 1   | 2   | 3   | 4   | 5   | 6   | 7   | 8   | 9   | 10  | 11  | 12  | 13  | 14  | 15  | 16  | 17  | 18  | 19  | ポイント | ランキング |
| 年   | No. | ドライバー | AUS | MAL | CHN | TUR | ESP | MON | CAN | EUR | GBR | GER | HUN | BEL | ITA | SIN | JPN | KOR | IND | ABU | BRA | ポイント | ランキング |
| ---- | --- | ---------- | --- | --- | --- | --- | --- | --- | --- | --- | --- | --- | --- | --- | --- | --- | --- | --- | --- | --- | --- | -------- | ---------- |
| 2011 | 5   | アロンソ   | 4   | 6   | 7   | 3   | 5   | 2   | Ret | 2   | 1   | 2   | 3   | 4   | 3   | 4   | 2   | 5   | 3   | 2   | 4   | 375      | 3位        |
| 2011 | 6   | マッサ     | 7   | 5   | 6   | 11  | Ret | Ret | 6   | 5   | 5   | 5   | 6   | 8   | 6   | 9   | 7   | 6   | Ret | 5   | 5   | 375      | 3位        |

- 太字はポールポジション、斜字はファステストラップ。(key)